# Bruno Dazzi
Bruno Dazzi (Fidenza, 10 settembre 1923 – Fidenza, 11 novembre 2002) è stato un calciatore e allenatore di calcio italiano.

## Carriera

### Calciatore
Attaccante spesso utilizzato come ala destra, cresce nella G.I.L. di Fidenza con cui debutta in prima squadra (in Seconda Divisione Emilia) disputando numerosi campionati regionali.
Nel primo campionato del dopoguerra passa al Parma in serie C, mettendosi in evidenza realizzando 10 reti in 19 giornate. A lui si interessa l'Atalanta, che lo acquista facendolo esordire in Serie A. La sua esperienza nel massimo campionato si conclude dopo un solo anno, al termine del quale ritorna al Fidenza in Promozione. Qui disputa un'eccezionale stagione, siglando 30 reti in 20 partite. Passa quindi al Monza in Serie C, dove mantiene un'altissima media realizzativa, che lo rendono tuttora il miglior realizzatore della storia societaria: 33 gol il primo anno, 27 il secondo e 28 il terzo, durante il quale conquista anche la promozione in Serie B. Nel campionato cadetto non riesce a ripetersi, venendo ceduto nuovamente al Fidenza, dove ritorna alle sue abitudini realizzando 15 gol.
Passa quindi alla Biellese per un anno, per poi tornare nuovamente al Fidenza, dove conclude la carriera.

### Allenatore
Diventa allenatore del Parma nella stagione 1963-1964, in cui la squadra rischia la retrocessione nell'allora Serie C salvandosi per un punto: viene sostituito da Arnaldo Sentimenti.

## Palmarès

### Club

#### Competizioni nazionali
- Campionato italiano Serie C: 1

Monza: 1950-1951